# Torre de Bellvei
La torre de Bellvei és un edifici de Bellvei (Baix Penedès) declarat bé cultural d'interès nacional.

## Descripció
Resta englobada al casal gòtic dit Can Roig de la població.
Situada al mig de Cal Roig, té forma cilíndrica. Presenta dues obertures molt estretes d'arc de mig punt i una altra de forma quadrada, col·locades anàrquicament. A la banda esquerra hi ha una estructura quadrangular sostinguda per dues cartel·les.
La torre es troba molt restaurada (1932) fins i tot s'ha variat la seva forma. Actualment està pintada de color marró.

## Història
És una fortificació documentat el 1037.
Aquesta torre no fou mai un castell, sinó una fortalesa menor dins el terme de Castellet. Els seus propietaris es cognominaren Bellvei. Arnau de Bellvei, propietari de la torre, era de l'orde de l'Hospital i preceptor de la casa de Sant Valentí de les Cabanyes. El 1326 Guillem de Bellvei comprà el castell de Lavit per anys i, al negar-se els seus descendents a restituir-lo, hagué d'intervenir el rei Pere III per obligar-los a la restitució. El 1370 era d'Eimeric de Bellvei i hi havia 32 focs. La pesta del segle XIV els reduí a 17 (any 1553), cinc dels quals tenien el cognom de Lluc, que donaria nom al torrent.